# Juan Gutiérrez Fischmann
Juan Lisímaco Gutiérrez Fischmann (Santiago de Chile, 28 de diciembre de 1957), alias “el Chele”, “Diego” o “comandante Gabriel”, fue uno de los fundadores del Frente Manuel Rodríguez (FPMR), en 1983 y pieza importante de su estructura, tanto por su preparación militar en Cuba, como por su experiencia en la Revolución Sandinista en Nicaragua, y uno de los principales acusados por el asesinato del senador Jaime Guzmán.

## Biografía

### Vida familiar
Nacido en Santiago de Chile, sus padres son Lisímaco Gutiérrez y Beatriz Fischmann. Su padre, de nacionalidad boliviana, fue un guerrillero que luchó junto a Ernesto Che Guevara en el Ejército de Liberación Nacional (Bolivia) y que murió en 1970 en Chile. Su madre, Beatriz Fischmann, es una arquitecta chilena oriunda de Puerto Montt, que también trabajó en la guerrilla boliviana. De este matrimonio nacieron tres hijos: Juan Lisímaco, Paula y Juanita Paz. Esta última estuvo casada con el cantautor cubano Silvio Rodríguez.
Con posterioridad a la dictadura militar chilena, Gutiérrez viajó a Holanda junto a su familia en 1975, con un salvoconducto facilitado por el Comité Nacional de Ayuda a los Refugiados. Posteriormente se dirigieron a Cuba. Por su padre, el gobierno de la isla les entregó un departamento en El Vedado, barrio céntrico de La Habana.
En Cuba, estudió en la Escuela Interarmas “Antonio Maceo” de Ceiba del Agua, cercana a La Habana y aún con los grados militares de cadete participó en la Guerra de Angola, en los meses finales del año 1975. Ya con la graduación castrense de Subteniente participó  en la toma del búnker de Anastacio Somoza en Managua Nicaragua, en 1979. Después se desempeñó como Profesor en la Academia Militar “Máximo Gómez” de ese país, impartiendo la cátedra “Estrategia e Inteligencia”. En 1982 ascendió a Primer Teniente y en esa calidad viajó nuevamente a Nicaragua, donde Raúl Castro lo había designado como jefe de un grupo de chilenos que viajó a Managua para combatir a los “contras”, que actuaban en la frontera con Honduras. Fue en Managua donde Gutiérrez Fischmann recibió por su piel blanca el apodo de “Chele”, una metátesis de leche. A fines de 1983, regresó a Cuba, y contrajo matrimonio con Mariela Castro Espín, hija de Raúl Castro, el entonces Ministro de Defensa Cubano y hermano de Fidel Castro, con quien tuvo dos hijas.

### Protagonismo político
En 1983 decidió regresar a Chile para participar en la formación del Frente Patriótico Manuel Rodríguez. Luego de convertirse en el brazo derecho del líder de la organización, Raúl Pellegrin, Gutiérrez debió regresar a Cuba. Sólo con posterioridad a 1985 volvió a ingresar a Chile. 
Cuando en 1987 el Frente se dividió, Gutiérrez Fischmann se alineó con Pellegrín, integrando el denominado FPMR Autónomo. En 1990 asumió funciones en la Dirección Nacional del Frente Autónomo, destacándose como un comandante duro. En esa línea su principal aliado era Mauricio Hernández Norambuena, “Ramiro”. Junto a él, y pese a los reparos de Galvarino Apablaza, “Salvador”, el nuevo número uno de la organización ante la muerte de Pellegrín, ejecutaron las acciones más arriesgadas del FPMR en los años siguientes.
En 1991, Gutiérrez Fischmann participó en el secuestro de Cristián Edwards y en calidad de autor intelectual en el asesinato del senador Jaime Guzmán. En cuanto a su participación en el secuestro de Edwards, “el Chele” tenía en esos años a su cargo las finanzas del Frente y coordinó personalmente el lavado del dinero obtenido del rescate viajando para ello a Suiza y Bélgica. Asimismo y en forma previa, tuvo a su cargo la administración de los recursos logísticos para materializar la operación: casas de seguridad, pertrechos, autos y traslados. Según declaraciones de la comandante Ana, Gutiérrez Fischmann se llevó el dinero lavado a Cuba.
Posteriormente se trasladó a Argentina, desde donde regreso en 1992, para ayudar a crear las Fuerzas Armadas Rodriguistas en la zona de Curanilahue, en la octava región. Allí estableció su centro de operaciones en la ciudad de Concepción, donde residió durante algún tiempo.
Su última actuación conocida en el FPMR fue en la organización del rescate en helicóptero de cuatro frentistas desde la cárcel de alta seguridad de Santiago, en diciembre de 1996. Entre los rescatados se encontraba su antiguo camarada Mauricio Hernández Norambuena.[cita requerida]

### Actualidad
A pesar de que el gobierno cubano lo ha negado formalmente a la justicia chilena, todo indica que Juan Gutiérrez Fischmann sigue viviendo en Cuba.
En la actualidad se encuentra prófugo y es el último integrante de la cúpula frentista que queda en libertad tras las detenciones de Mauricio Hernández Norambuena en el 2002 y Galvarino Apablaza en el 2004.
En 2008, una solicitud de prescripción en el caso Guzmán por parte de su defensa fue rechazada por el ministro Mario Carroza, sobre la base de que aún no ha declarado en la causa. Finalmente, el 14 de septiembre del 2009, la Corte Suprema revoca la orden de detención que pesaba al frentista por sus crímenes ya que, por el tiempo en que ha pasado los crímenes en los cuales habría sido implicado, estaban prescritos ante la justicia.